# یکه موهومی

در صفحه مختلط. اعداد حقیق روی محور افقی و اعداد موهومی روی محور عمودی نمایش داده می‌شوند.

یکه موهومی (به انگلیسی: Imaginary Unit) یکی از دو ریشه معادله {\displaystyle x^{2}=-1} است که معمولاً با {\displaystyle i} نمایش داده می‌شود. با توجه به این‌که هیچ‌یک از اعداد حقیقی نمی‌تواند ریشه این معادله باشد، {\displaystyle i} موهومی خوانده می‌شود. با فرض این‌که خواص اعمال جمع و ضرب (بستار، شرکت‌پذیری، جابه‌جایی و توزیع‌پذیری) در مورد اعداد موهومی نیز صدق می‌کنند، از ترکیب این اعداد و اعداد حقیقی، دستگاه اعداد مختلط ایجاد می‌شود.
اعداد مختلط، مفهوم ریاضی مهمی هستند که با گسترش مجموعهٔ اعداد حقیقی ({\displaystyle \mathbb {R} }) به مجموعهٔ اعداد مختلط ({\displaystyle \mathbb {C} })، اجازه می‌دهند هر چندجمله‌ای ناثابت حداقل یک ریشه داشته باشد. این ویژگی به عنوان قضیه اساسی جبر شناخته می‌شود.
در رشته‌های مهندسی برق که از {\displaystyle i} برای نمایش جریان الکتریکی استفاده می‌شود، یکه موهومی معمولاً با {\displaystyle j} نمایش داده می‌شود.

## تعریف
یکهٔ موهومی، {\displaystyle i}، یکی از دو جواب معادله درجه دو {\displaystyle x^{2}+1=0} یا {\displaystyle x^{2}=-1} است.